# Mięsień C7
Mięsień C7, mięsień 96, mięsień 10 – mięsień występujący w prosomie skorpionów.
Jeden z zewnętrznych mięśni szczękoczułkowych. Mięsień ten bierze swój początek na tylnej, środkowej powierzchni "entapofizy epistomalnej" (epistomal entapophysis), z przodu od sąsiedniego mięśnia C8. Kończy się, zaczepiając na środkowej krawędzi protomerytu.